# Riejanne Markus
Riejanne Markus (Diemen, 1 de septiembre de 1994) es una deportista neerlandesa que compite en ciclismo en la modalidad de ruta.
Ganó dos medallas en el Campeonato Mundial de Ciclismo en Ruta, oro en 2019 y plata en 2021, y una medalla de bronce en el Campeonato Europeo de Ciclismo en Ruta de 2022.

## Medallero internacional
| Campeonato Mundial | Campeonato Mundial      | Campeonato Mundial | Campeonato Mundial              |
| Año                | Lugar                   | Medalla            | Competición                     |
| ------------------ | ----------------------- | ------------------ | ------------------------------- |
| 2019               | Yorkshire (Reino Unido) | Medalla de oro     | Contrarreloj por relevos mixtos |
| 2021               | Flandes (Bélgica)       | Medalla de plata   | Contrarreloj por relevos mixtos |
| Campeonato Europeo |                         |                    |                                 |
| Año                | Lugar                   | Medalla            | Competición                     |
| 2022               | Múnich (Alemania)       | Medalla de bronce  | Contrarreloj                    |

## Palmarés
2017
- Omloop van Borsele
- Gracia-Orlová, más 2 etapas

2021
- 1 etapa del Ladies Tour of Norway

2022
- 2.ª en el Campeonato de los Países Bajos Contrarreloj
- Campeonato de los Países Bajos en Ruta
- 3.ª en el Campeonato Europeo Contrarreloj
- 1 etapa del Simac Ladies Tour

2023
- Clásica Féminas de Navarra
- Campeonato de los Países Bajos Contrarreloj

2024
- Veenendaal Veenendaal Classic
- Campeonato de los Países Bajos Contrarreloj
- 1 etapa del Tour de Romandía

2025
- 2.ª en el Campeonato de los Países Bajos Contrarreloj